# János Simor
János Simor  (né le 23 août 1813 à Székesfehérvár en Hongrie, et mort le 23 janvier 1891 à Esztergom) est un cardinal hongrois du XIXe siècle. 

## Biographie
János Simor est né à Székesfehérvár, "le Reims hongrois". Simor est notamment chanoine au chapitre cathédrale de Székesfehérvár. Il s'installe à Vienne et devient préfet des études du Pazmaneum, le séminaire hongrois de Vienne. En 1842, il devient curé de Bajna près d'Estergom et il y est aussi le confesseur de la famille Metternich-Sándor (les descendants du Prince Clemens Metternich, artisan du congrès de Vienne). Retour à Vienne où il a plusieurs fonctions dont chapelain de la cour, et conseiller au Ministère de l'Éducation sous le Comte Leo Thun.
Il est élu évêque de Györ en 1857. Il est promu à l'archidiocèse d'Esztergom en 1867. Simor participe au concile de Vatican I en 1869-1870 et  y s'oppose au dogme de l'infaillibilité du pape, mais supporte la déclaration après le concile.  Le pape Pie IX le crée cardinal lors du consistoire du 22 décembre 1873. Il participa au conclave de 1878, lors duquel Léon XIII est élu.